# Judo na Letní univerziádě 1999
Soutěže v judu na letní univerziádě 1999 probíhaly v Palma de Mallorca, Španělsko v období 8. až 11. července 1999.

## Program
- ČT - 08.07.1999 - těžká váha (+100 kg, +78 kg) a polotěžká váha (−100 kg, −78 kg)
- PA - 09.07.1999 - střední váha (−90 kg, −70 kg) a polostřední váha (−81 kg, −63 kg)
- SO - 10.07.1999 - lehká váha (−73 kg, −57 kg) a pololehká váha (−66 kg, −52 kg)
- NE - 11.07.1999 - superlehká váha (−60 kg, −48 kg) a kategorie bez rozdílu vah
- PO - 12.07.1999 - soutěž týmů

## Česká stopa
Výsledky českých reprezentantů v judu 1999
- -57 kg – Michaela Vernerová

seznam není kompletní

## Výsledky – váhové kategorie

### Muži
| Kategorie | Zlato                    | Stříbro                    | Bronz                   | Bronz                  |
| --------- | ------------------------ | -------------------------- | ----------------------- | ---------------------- |
| -60 kg    | Yacine Douma (FRA)       | Čchö Min-čchol (KOR)       | Nestor Chergiani (GEO)  | Manolo Poulot (CUB)    |
| -66 kg    | Mičihiro Omigawa (JPN)   | Musa Nastujev (RUS)        | Jozef Krnáč (SVK)       | Victor Bivol (MDA)     |
| -73 kg    | Chaliuny Boldbátar (MGL) | Eric Bonti (GBR)           | Michel Almeida (POR)    | Čchö Jong-sin (KOR)    |
| -81 kg    | Edwin Steringa (NED)     | Konstantin Savčiškin (RUS) | Kazunorii Kubota (JPN)  | Ruslan Revenko (UKR)   |
| -90 kg    | Keith Morgan (CAN)       | Armen Bagdasarov (UZB)     | Yosvani Despaigne (CUB) | Ju Song-jon (KOR)      |
| -100 kg   | Pedro Soares (POR)       | Ihor Horbokoň (UKR)        | Iveri Džikurauli (UZB)  | Jurij Sťopkin (RUS)    |
| +100 kg   | Jasujuki Muneta (JPN)    | Dennis van der Geest (NED) | Kang Pjong-čin (KOR)    | Vladimir Sánchez (CUB) |

### Ženy
| Kategorie | Zlato                      | Stříbro                   | Bronz                       | Bronz                        |
| --------- | -------------------------- | ------------------------- | --------------------------- | ---------------------------- |
| -48 kg    | Acuko Nagaiová (JPN)       | Pak Song-ča (KOR)         | Ilse Heylenová (BEL)        | Frédérique Jossinetová (FRA) |
| -52 kg    | Legna Verdeciaová (CUB)    | Carolina Marianiová (ARG) | Georgina Singletonová (GBR) | Antonia Cuomová (ITA)        |
| -57 kg    | Driulis Gonzálezová (CUB)  | Michaela Vernerová (CZE)  | Čeng Lin-li (CHN)           | Chišigbatyn Erdenet-Od (MGL) |
| -63 kg    | Daniëlle Vriezemaová (NED) | Karen Robertsová (GBR)    | Risa Kazumiová (JPN)        | Eszter Csizmadiaová (HUN)    |
| -70 kg    | Sibelis Veranesová (CUB)   | Miki Amaová (JPN)         | Leire Iglesiasová (ESP)     | Kate Howeyová (GBR)          |
| -78 kg    | Céline Lebrunová (FRA)     | Simona Richterová (ROU)   | Mizuho Macuzakiová (JPN)    | Esther San Miguelová (ESP)   |
| +78 kg    | Jüan Chua (CHN)            | Tea Donguzašviliová (RUS) | Daima Beltránová (CUB)      | Midori Šintaniová (JPN)      |

## Výsledky – ostatní disciplíny

### Bez rozdílu vah
|      | Zlato                 | Stříbro                  | Bronz                  | Bronz                   |
| ---- | --------------------- | ------------------------ | ---------------------- | ----------------------- |
| muži | Alexandru Lungu (ROU) | Ramaz Čočišvili (UZB)    | Vladimir Sánchez (CUB) | Takumi Saruwatari (JPN) |
| ženy | Jüan Chua (CHN)       | Majumi Jamašitaová (JPN) | Lucia Moricová (ITA)   | Daima Beltránová (CUB)  |

### Týmová soutěž
|      | Zlato       | Stříbro   | Bronz    | Bronz       |
| ---- | ----------- | --------- | -------- | ----------- |
| muži | Jižní Korea | Španělsko | Japonsko | Ukrajina    |
| ženy | Francie     | Kuba      | Itálie   | Jižní Korea |